# Henryk V (film 1944)
Henryk V (ang. Henry V) – brytyjski dramat z 1944 roku w reżyserii Laurence’a Oliviera, który wystąpił również w roli głównej. Film jest adaptacją sztuki Williama Szekspira pod tym samym tytułem. Jako że obraz powstał pod koniec II wojny światowej, celowo nakręcono go w taki sposób, by podtrzymywał morale Brytyjczyków. W konsekwencji jego produkcja została częściowo sfinansowana przez rząd brytyjski.

## Obsada
- Laurence Olivier jako Henryk V
- Renée Asherson jako księżniczka Katharine
- Leslie Banks jako Chór
- Felix Aylmer jako Arcybiskup Canterbury
- Robert Helpmann jako biskup
- Vernon Greeves jako angielski herold
- Gerald Case jako hrabia Westmoreland
- Griffith Jones jako hrabia Salisbury
- Morland Graham jako sir Thomas Erpingham
- Nicholas Hannen jako książę Exeteru
- Michael Warre jako książę Gloucester
- Ralph Truman jako francuski herald Mountjoy
- Ernest Thesiger jako książę Berri, francuski ambasador
- Frederick Cooper jako kapral Nym
- Roy Emerton jako porucznik Bardolph
- Freda Jackson jako Quickly
- George Robey jako sir John Falstaff
- Harcourt Williams jako Karol VI Szalony
- Russell Thorndike jako książę Bourbonu
- Leo Genn jako Charles d’Albret
- Francis Lister jako książę Orleanu
- Max Adrian jako Lewis
- Frank Tickle jako gubernator Harfleur
- Ivy St. Helier jako Alice
- Janet Burnell jako królowa Francji Isabel
- Valentine Dyall jako książę Burgundy

## Fabuła
Film rozpoczyna się jako przedstawienie teatralne na scenie Globe Theatre i stopniowo zmienia się na stylistykę filmową. Fabuła opowiada o losach angielskiego króla Henryka V oraz o bitwie pod Azincourt, która ma miejsce podczas  wojny stuletniej.

## Produkcja
Ponieważ film powstawał podczas II wojny światowej brytyjski premier Winston Churchill poinstruował Oliviera, by tak ukształtował swój obraz, żeby niósł propagandowe przesłanie podnoszące morale żołnierzy walczących na froncie. Jego produkcja oraz premiera zbiegły się w czasie z lądowaniem w Normandii oraz walkami we Francji.
Ponadto reżyser postanowił pominąć w filmie niektóre wątki, które znalazły się w oryginalnej sztuce Szekspira, uznając je za zbyt rażące.
Żeby nie umniejszać akcji promocyjnej filmu, Olivier jako reżyser i odtwórca głównej roli postanowił przez 18 miesięcy nie występować w żadnej innej produkcji.
Scenę bitwy pod Azincourt nakręcono w 1943 w neutralnej Irlandii z udziałem kilkuset lokalnych mieszkańców i irlandzkich żołnierzy. Wytwórnia zobowiązała się także zapłacić dodatkowe pieniądze każdemu, kto przyprowadzi własnego konia. Część scen plenerowych nakręcono w posiadłości Powerscourt w Enniskerry, a pozostałe w Denham Studios w Buckinghamshire w Anglii. Tworząc scenografię wnętrz twórcy opierali się na ilustracjach z modlitewnika Bardzo bogate godzinki księcia de Berry.
W 2007 roku obraz został odnowiony cyfrowo i ponownie wydany.

## Nagrody i nominacje
Nagrody
- 1946: Honorowy Oscar dla Laurence’a Oliviera za “wybitne osiągnięcie jako aktor, producent i reżyser w ekranizacji Henryka V”.

Nominacje do Oscara
- 1946: Najlepszy aktor – Laurence Olivier
- 1946: Najlepsza muzyka – William Walton
- 1946: Najlepsza scenografia – Paul Sheriff i Carmen Dillon
- 1946: Najlepszy film – Laurence Olivier